# Belmont (Massachusetts)
Belmont város az USA Massachusetts államában, Middlesex megyében. Lakosainak száma 27 295 fő (2020. április 1.).

## Népesség
A település népességének változása:
| Lakosok száma | 1198 | 24 729 | 27 295 |
|               | 1860 | 2010   | 2020   |